# Завет љубави
Завет љубави (порт. Cordel encantado) бразилска је теленовела, продукцијске куће Реде Глобо, снимана 2011.
У Србији је почетком 2014. емитована на телевизији Хепи, која је серију укинула након 14 приказаних епизода.

## Синопсис
Прича је смештена у „давна, прадавна времена“. Мештани два замишљена насеља, Северне и Јужне Сафарије, живе у вишегодишњем рату. Након тешке борбе, краљ Јужне Сафарије, Теобалдо, бива озбиљно рањен и заједно са краљем Аугустом из Северне Сафарије, одлучује да склопи примирје. Склапају договор да се њихова прворођенчад, Фелипе и Аурора, по одрастању венчају. Након тога Теобалдо умире.
За време краљевске експедиције у Бразилу, у потрази за скривеним благом, краљ Аугусто посећује сеоце звано Брогодо, где изненада бива нападнут од стране Еракула и његове банде. Како би заштитила своју ћерку Аурору, краљица Kристина одлази до ближње куће двоје земљорадника које задужује да се старају о њој. По завршетку борбе, краљ Аугусто постаје очајан, мислећи да је остао без ћерке и жене Кристине, која умире кривицом осмишљеног плана од стране Урсуле, најопасније жене из краљевства, спремне да учини све не би ли она постала краљица. Оно што краљ не зна, јесте да је његова ћерка жива и да уз много љубави и пажње одраста крај Еузебија и Виртуосе. Аурора је крштена под именом Асусена и зближава се са Жесуином.
Њих двоје одрастају не познајући своје праве корене. Он је син озлоглашеног вође бандита, а она ћерка монарха европског племства. Велико пријатељство прераста у љубав која ће морати да преброди бројне препреке. Краљ се враћа у Брогодо како би испунио давно дато обећање и уда своју ћерку за принца Фелипеа. Истовремено, ту је и Тимотеова похлепа, Урсулина амбиција, те супарници попут Доралисе, која је опчињена Жесуином и одлучна у намери да освоји његово срце.

## Ликови
- Принцеза Аурора / Асусена Безера (Бијанка Бин) - Одрасла је у шуми са Еузебиом и Виртуозом, просечна је и скромна девојка, а уједно и дуго тражена принцеза Аурора из краљевства Јужне Сефарије. Изузетно је лепа, природна, весела, спонтана и паметна. Заљубљује се у Жесуина.
- Жесуино Аруажо (Кауа Реимонд) - Жесуино је посинак пуковника Жануарија, одмалена живи на његовој хацијенди са мајком Бенвиндом. Привлачан је, снажан, добар и изузетно праведан. Асусенин вереник. Не зна да је заправо син најопаснијег човека у региону. Његов највећи противник је Тимотео Кабрал, Жануариов син, који осим што се иживљава над радницима са хацијенде, покушава и да растави Жесуина од Асусене.
- Еркулано (Домингос Монтагинер) - Најозлоглашенији бандит из региона. Изазива страх, али је изузетно поштован. У више наврата покушава да из краљевства киднапује свог сина, Жесуина, у намери да од њега направи бандита. Не попушта пред синовљевим одбијањем, но доћи ће и тренутак када ће њих двојица морати да се боре на супротстављеним странама. Безусловно се заљубљује у злобну Урсулу и за њу је спреман на све, па чак и да иде против рођеног сина.
- Тимотео Кабрал (Бруно Гаглијасо) - Старији син пуковника Жануарија Кабрала, окрутан је и ригидан, користи смрт свог оца како би преузео управљање хациједном. Како би остварио своје хирове, спреман је да прегази преко свега и свакога. Најчешће се иживљава над сиромашним становницима региона, Асусена је његова највећа мета, али она му се не предаје лако. Учиниће све како би наудио Жесуину и тако га спречи да настави романсу са Асусеном.
- Марија Сесарија (Луси Рамос) - најбоља куварица у граду. Својим кухињским умећем, али и лепотом, успева да освоји чак и краља Аугуста.
- Дора (Наталија Дил) - Дора је кћер градоначелника Брогада, Патасија Пеишотоа и Дона Тернуриње. Храбра је и изузетно темпераментна. Придружује се Еркулановој банди и бори се против Тимотеа. Заљубљује се у Жесуина, али праву љубав открива са принцом Фелипеом.
- Еузебио Безера (Енрике Дијаз) - Скроман и напаћен човек, живи и ради на имању пуковника Жануарија. Асусенин усвојени отац, а Сисеров биолошки. Веома религиозан и предан породичним вредностима. Забринут је за репутацију своје ћерке којој Тиберио не да мира.
- Виртуоза Безера (Ана Сесилија Коста) - Асусенина усвојена мајка, а са Еузебиом има сина Сисерија. Типична жена из региона. Нежна је и пријатна, али се претвара у лавицу када неко од деце затреба заштиту. Посебно је привржена Асусени, која јој је додељена на старатељство након што је изгубила тек рођено дете.
- Краљ Аугусто (Кармо Дела Векија) - Вољени краљ Северне Серафије, ожењен је краљицом Кристином, са којом добија ћерку принцезу Аурору. Привлачан, весео и активан, али након смрти своје жене и нестанка ћерке, занемарује свој начин живота и остаје без авантуристичког духа, који га је годинама карактерисао. Опоравља се тек када сазна да је његова ћерка можда жива, након чега са судом одлази у Бразил не би ли је пронашао, к. Његов осећај за правду осваја симпатије народа Брогота, али и срце Сесарије.
- Војвоткиња Урсула (Дебора Блок) - Лепа, софистицирана и осветољубива. Николауова љубавница, разведена од Петруса, млађег брата краља Аугуста. У намери да заузме престо, успева да се реши краљице Кристине и њене ћерке Ауроре. Са краљем одлази у Бразил, када суд креће у потрагу за изгубљеном принцезом. Њен главни циљ је удаја ћерке Карлоте за принца Фелипеа, и због тога мора да се побрине да принцеза Аурора не буде пронађена.
- Принц Фелипе (Жаиме Матаразо) - Једноставан и романтичан, настоји да пронађе принцезу Аурору, а на крају се заљубљује у своју сталну пратиљу, Дору.
- Николау Бругел (Луис Фернандо Гимараес) - Урсулин савезник и љубавник, батлер суда Северне Сефарије. Опчињен је новцем и жељан моћи. Помаже војвоткињи у настојању да постане краљица, не би ли се и сам од тога окористио. Спреман је чак и њу да изда. Са Урсулом отпочиње потрагу за скривеним благом.
- Зенобио (Гиљерме Фончес) - Ботаничар и студент природних наука који након много година у Бразилу открива изгубљено благо - да је принцеза Аурора још увек жива. Након експедиције краљевске породице, остаје у Бразилу, где живи у браку са Флориндом, са којом има троје деце.

## Улоге
| Глумац:                | Улога:                                                             |
| ---------------------- | ------------------------------------------------------------------ |
| Бијанка Бин            | принцеза Аурора Катарина Авила де Сафарија / Асусена Безера Араужо |
| Кауа Реимонд           | Жесуино Аруажо                                                     |
| Бруно Гаглијасо        | Тимотео Кабрал                                                     |
| Дебора Блок            | војвоткиња Урсула де Браганса                                      |
| Наталија Дил           | Доралисе Дора Гера Пеишото                                         |
| Жаиме Матаразо         | принц Фелипе Енрике Авигнон де Толедо                              |
| Кармо Дела Викија      | Аугусто Фредерико Авила де Сефарија                                |
| Домингос Монтагинер    | капетан Еркулано Араужо                                            |
| Луис Фернандо Гимараес | батплер Николау Бругел                                             |
| Маркос Карузо          | градоначелник Патасио Пеишото                                      |
| Зезе Полеса            | Тернура Гера Пеишото                                               |
| Луиза Валдетаро        | Антонија Кабрал                                                    |
| Осмар Прадо            | делегат Алтино Баторе                                              |
| Луси Рамос             | Марија Сесалија Авила де Серафија                                  |
| Фелипе Камарго         | војвода Петрус Авила де Серафија                                   |
| Луана Мартау           | Лади Карлота де Браганса Авила де Сефарија                         |
| Клаудија Оана          | Сија Бенвинда Араужо                                               |
| Елоиза Перисе          | Неуса Баторе                                                       |
| Марсело Новаес         | Кинтино                                                            |
| Тука Андраде           | Леополдо Фуженсио                                                  |
| Матеус Нестергаели     | пророк Беато Микезим                                               |
| Андреа Орта            | Дона Бартира                                                       |
| Нанда Коста            | Лилијан Лилика Дезире                                              |
| Моамед Арфоуш          | Фарид                                                              |
| Изабел Друмонџи        | Роза Алфредо Безера                                                |
| Мигел Ромуло           | Сисеро Безера                                                      |
| Емануел Араужо         | Флорида Алфредо                                                    |
| Маријана Лима          | краљица Елена Авигнон де Толедо                                    |
| Гиљермо Фонтес         | Зенобио Алфредо                                                    |
| Жоао Мигел             | Белармино Бел                                                      |
| Паула Бурламаки        | Пенелопе Бастос                                                    |
| Емилио де Мело         | генерал Балџини                                                    |
| Ана Сесилија Коста     | Виртуоза Безера                                                    |
| Енрике Дијаз           | Еузебио Безера                                                     |